# Vera Coutellier
Vera Coutellier (* 11. September 1995) ist eine deutsche Leichtathletin.

## Karriere
Bei den Crosslauf-Europameisterschaften 2013 wurde sie 44. und bei den Crosslauf-Europameisterschaften 2015 belegte sie den 39. Platz.
Bei den Deutschen Meisterschaften 2016 wurde Coutellier zusammen mit Muriel Pfläging und Kim Uhlendorf Achte der 3 × 800-m-Staffel.
Bei den Crosslauf-Europameisterschaften 2017 wurde sie 20.
Bei den Deutschen Meisterschaften 2018 wurde sie Achte im 1500-Meter-Lauf und Fünfte der 3 × 800-m-Staffel zusammen mit Sarah Schmitz und Christina Zwirner.
2019 gewann sie bei den Deutschen Meisterschaften die Silbermedaille im 1500-Meter-Lauf, wurde Siebte im 10-km-Straßenlauf (Achte in der Mannschaftswertung) und zweite der Mannschaftswertung im 5,1-km-Crosslauf zusammen mit Anna Gehring und Esther Jacobitz.
Bei den Deutschen Meisterschaften 2020 wurde sie Zweite im 1500-Meter-Lauf und Sechste im 6,6-km-Crosslauf. Im selben Jahr wurde sie auch Siegerin der 3 × 800-m-Staffel bei den Deutschen Hallenmeisterschaften zusammen mit Kim Uhlendorf und Christina Zwirner.
2021 verteidigte sie die Silbermedaille im 1500-Meter-Lauf, wurde Achte der Mannschaftswertung des 10-km-Straßenlaufes, Siebte des Crosslaufes und Vierte von dessen Mannschaftswertung. Bei den Crosslauf-Europameisterschaften 2021 wurde sie 27. und Zweite der Teamwertung mit Alina Reh, Konstanze Klosterhalfen, Domenika Mayer und Céline Kaiser. Bei der Team-Europameisterschaft in diesem Jahr wurde sie Dritte im 3000-Meter-Lauf. Beim Internationalen Pfingstsportfest Rehlingen 2021 wurde sie Fünfte im 1500-Meter-Lauf. In dieser Disziplin wurde sie Zehnte beim ISTAF Berlin 2021.
Bei den Deutschen Hallenmeisterschaften 2022 wurde sie wieder Zweite im 1500-Meter-Lauf und bei den Deutschen Meisterschaften Dritte auf dieser Distanz. Zusammen mit Kim Uhlendorf und Inken Terjung belegte sie hier außerdem den zweiten Platz der 3 × 800-m-Staffel.
Bei den Deutschen Meisterschaften 2023 wurde sie Fünfte im 1500-Meter-Lauf und verteidigte mit Uhlendorf und Terjung die Silbermedaille der 3 × 800-m-Staffel. Bei den Deutsche Hallenmeisterschaften 2023 wurde sie wieder Dritte im 1500-Meter-Lauf und gewann die 3 × 800-m-Staffel.
Bei den Deutschen Hallenmeisterschaften 2024 wurde sie Dritte im 1500-Meter-Lauf und gewann die 3 × 800-m-Staffel zusammen mit Sarah Schmitz und Inken Terjung.
Bei den Deutschen Meisterschaften 2024 gewann sie den Titel im 1500-Meter-Lauf.